# Велика базјашка повеља
Велика базјашка повеља је књижевно признање српске дијаспоре у Румунији књижевницима из Србије за целокупан књижевни рад и залагање за очување националног бића у земљи и свету.
Награду је 1994. основао и додељује је Савез Срба у Румунији из Темишвара. Добитник се проглашава на манифестацији „Дани преображења Срба у Румунији”, а уручење Повеље приређује се у манастиру Базјашу. Одлуку о добитнику доноси петочлани жири који чине српски писци из Румуније. Покровитељ награде је Град Вршац.

## Добитници
Добитници Повеље су следећи песници:
- 1994 — Иван В. Лалић
- 1995 — Корнел Унгуреану
- 1996 — Матија Бећковић
- 1997 — Добрица Ерић
- 1998 — Слободан Ракитић
- 1999 — Љубомир Симовић
- 2000 — Бранислав Петровић

- 2001 — Рајко Петров Ного
- 2002 — Милан Комненић
- 2003 — Радомир Андрић
- 2004 — Ђорђе Николић
- 2005 — Милован Витезовић
- 2006 — Јован Зивлак
- 2007 — Миодраг Павловић
- 2008 — Драган Јовановић Данилов
- 2009 — Срба Игњатовић
- 2010 — Гојко Ђого

- 2011 — Милосав Тешић
- 2012 — Ђорђо Сладоје
- 2013 — Радослав Златановић
- 2014 — Иван Негришорац
- 2015 — Душко Новаковић
- 2016 — Адам Пуслојић[5]
- 2017 — Радомир Уљаревић[6]
- 2018 — Епископ будимски Лукијан[7]
- 2019 — Стеван Тонтић[8]
- 2020 — Злата Коцић[9]

- 2021 — Ненад Грујичић[10]
- 2022 — Никола Вујчић[11]
- 2023 — Ђорђе Нешић[12]